# مارموت استپ
مارموت استپ (نام علمی: Marmota bobak) نام یک گونه از سرده مارموت است.